# Rajmahal
Rajmahal est une ville d'Inde située dans le district de Sahebganj, dans l'Etat du Jharkhand. En 2001, sa population est de 17 974 habitants.

## Histoire
Neel-kothi est un lieu historique situé au cœur de la ville de Rajmahal. Il a été construit par les Anglais, lors de leur domination le 24 septembre 1796 pour traiter l'Indigo utilisé pour le travail du coton. 
C'est une ville historique située sur la rive ouest du Gange et située dans les collines connues sous le nom de Damin-i-koh (en) pendant la domination musulmane. Les collines sont orientées dans le sens nord-sud sur 193 km depuis Sahebganj vers Rampurhat. 
Le nom antérieur de l'endroit était Agmahal. Man Singh (en), à son retour de la conquête de l'Orissa en 1592, l'a nommé Rajmahal.

## Source de la traduction
- (en) Cet article est partiellement ou en totalité issu de l’article de Wikipédia en anglais intitulé « Rajmahal » (voir la liste des auteurs).